# Claudia Fiódorovna Kostina
Claudia Fiódorovna Kostina (Glushkovo, Gobernación de Vladímir, Imperio ruso; 20 de enerojul./ 1 de febrero de 1900greg.-Óblast de Crimea, RSS de Ucrania, Unión Soviética; 4 de junio de 1978) fue una botánica y agrónoma rusa y soviética.

## Biografía
Klavdia Fedorovna Kostina nació en el pueblo de Pokrov en la Gobernación de Vladímir en lo que en esa época era el Imperio ruso, el 20 de enero (1 de febrero) de 1900. Se graduó en la Academia Agrícola de Moscú en 1925. Luego se mudó a Crimea y comenzó a trabajar en el Jardín Botánico Nikitsky. Unos años más tarde, Klavdia Fedorovna consiguió un trabajo en el "Instituto de Cultivo de Plantas de toda la Unión" en Leningrado, y pronto se convirtió en la jefe de la sección de cultivos de frutas de hueso.
A partir de 1928, Kostina realizó expediciones a Asia Central, Transcaucasia, y Crimea para estudiar los albaricoques y los melocotones. En 1932, inició una actividad de cría de albaricoques. Durante la Gran Guerra Patriótica, Klavdia Fedorovna trabajó en el "Instituto de Frutas y Verduras", luego en Oirot-Tura . Después de la guerra, regresó al Jardín Botánico Nikitsky.
A finales de los años 40 del siglo  XX, K. F. Kostina, que trabajaba en el Jardín Botánico Nikitsky en Yalta, se hizo cargo del estudio de los jardines abandonados que quedaron en la costa sur de Crimea después de la guerra. Allí aisló una gran cantidad de variedades de ciruela cereza de frutos grandes. Los frutos de estas variedades maduraron un mes antes que la ciruela nacional, junto con los albaricoques en julio. Su único inconveniente era que no tenía frutos lo suficientemente grandes. Cruce de las mejores variedades de ciruela cereza con variedades de ciruela china de frutos grandes, creada por Luther Burbank en California, K. F. Kostina obtuvo las primeras variedades de ciruela cereza híbrida, que combinaban la maduración temprana y la adaptación ecológica a las condiciones europeas de la ciruela cereza con frutos de gran tamaño y alta calidad de las variedades sureñas de ciruela china. Particularmente difundida estaba la variedad 'Abundance' (una variedad resistente al invierno en el Donbass, pero en el sur de la región de Chernozem ya se congela).
Claudia Fedorovna Kostina murió en Crimea el 4 de junio de 1978.

## Galardones y premios
- Premio Stalin de segundo grado (1952) - por la obtención de nuevas variedades de cereales y semillas oleaginosas
- Trabajador de Honor de la Ciencia y la Tecnología de la RSFS de Rusia (1962)
- Orden de Lenin
- Medalla por el Trabajo Valiente en la Gran Guerra Patria 1941-1945

## Algunos artículos científicos
- Cultivo de albaricoque en el valle de Ferghana (1931)
- Sobre el desarrollo del cultivo del albaricoque en la URSS (1934)
- Sobre el estudio del género Prunus Focke (1935)
- Albaricoque (1936)
- Armeniaca mandshurica (Maxim.) Kostina, Trudy Prikl. Bot., Ser. 8, Polodovye Jagodnye Kul't. 4: 75 (1935), isonym.
- Prunus persica subsp. ferganensis Kostina & Rjabov, Trudy Prikl. Bot., Ser. 8, Polodovye Jagodnye Kul't. 1: 323 (1932).[3]

## Especies de plantas que llevan el nombre de K. F. Kostina
- Armeniaca kostinae  ENLomakin , 1977.

## Fuente
- Esta obra contiene una traducción  derivada de «Костина, Клавдия Фёдоровна» de Wikipedia en ruso, publicada por sus editores bajo la Licencia de documentación libre de GNU y la Licencia Creative Commons Atribución-CompartirIgual 4.0 Internacional.
- Traducción del artículo de lengua rusa de Wikipedia.

- La abreviatura «Kost.» se emplea para indicar a Claudia Fiódorovna Kostina como autoridad en la descripción y clasificación científica de los vegetales.[1]